# Ле-Пен-Мирабо (кантон)
Ле-Пен-Мирабо́ (фр. Les Pennes-Mirabeau) — кантон во Франции, находится в регионе Прованс — Альпы — Лазурный Берег, департамент Буш-дю-Рон. Входит в состав округа Экс-ан-Прованс.
Код INSEE кантона — 1352. Всего в кантон Ле-Пен-Мирабо входит 3 коммуны, из них главной коммуной является Ле-Пен-Мирабо.
Население кантона на 2008 год составляло 38 850 человек.

## Коммуны кантона
| Коммуна         | Население, чел. (1999) | Почтовый индекс | Код INSEE |
| --------------- | ---------------------- | --------------- | --------- |
| Кабрье          | 7890                   | 13480           | 13019     |
| Ле-Пен-Мирабо   | 19 043                 | 13170           | 13071     |
| Сетем-ле-Валлон | 10 202                 | 13240           | 13106     |